# ヨエル・ドロンメル
ヨエル・ドロンメル（ジョエル・ドロメル、Joël Drommel、1996年11月16日 - ）は、オランダ・ブッスム出身のサッカー選手。PSVアイントホーフェン所属。ポジションはGK。

## 経歴
2014年、ドロンメルはFCトゥウェンテと3年間のプロ契約を結んだ。プロ1年目はおもにトゥウェンテ下部組織のA1でプレーしたが、2年目からヨング・トゥウェンテに昇格し、2015年2月27日にエールステ・ディヴィジデビュー。
2015年6月、U-19オランダ代表としてUEFA U-19欧州選手権2015に参加した後、ドロンメルはトゥウェンテのトップチームに昇格し、8月にクラブとの契約を2019年まで延長した。シーズン開幕戦ではベンチ入りし、2015年9月12日、アヤックスとのホームゲームでトップチームデビューを果たした。
2016-17シーズン、ドロンメルはニック・マルスマンに次ぐ第2GKだった。翌シーズン、マルスマンはチームを退団したものの、クラブがヨーン・ブロンデールを補強したことで、控えキーパーの立場は変わらなかった。しかし、12月のNACブレダ戦を機にレギュラーへと昇進したが、クラブはリーグ最下位でシーズンを終え、2部に降格した。2018-19シーズン、ドロンメルはリーグ戦36試合に出場し、2部最優秀GK賞とサポーター選出のクラブ年間最優秀選手賞を受賞した。
2021年4月16日、シーズン終了後にPSVアイントホーフェンへ移籍することが発表され、2026年までの契約を結ぶ。

## タイトル
PSV
- KNVBカップ : 2回 (2021-22, 2022-23)
- ヨハン・クライフ・スハール : 2回 (2021, 2022)